# Metropolia Trydentu
Metropolia Trydentu – metropolia Kościoła rzymskokatolickiego w północnej części Włoch, w świeckim regionie Trydent-Górna Adyga. Powstała w 1964. W jej skład wchodzą metropolitalna archidiecezja Trydentu oraz diecezja Bolzano-Bressanone. Od 2016 godność metropolity sprawuje abp Lauro Tisi. 